# NGC 6620
NGC 6620 ist ein planetarischer Nebel im Sternbild Schütze. 
Das Objekt wurde am 3. September 1880 von dem amerikanischen Astronomen Edward Charles Pickering entdeckt.